# 라영호
라영호(羅永浩, 중국어 간체자: 罗永浩, 병음: Luó Yǒnghào, 1972년 7월 9일 ~ )는 중화인민공화국 지린성 옌볜 조선족 자치주 출신의 기업인으로, 현재 Bullog과 Smartisan의 창시자 겸 회장이다.